# Episodi speciali di Melevisione
Gli episodi speciali di Melevisione sono stati creati nel corso degli anni con il patrocinio dei Ministeri dei trasporti, della pubblica istruzione, della sanità e dell'ambiente, nonché di Amnesty International.

## Elenco episodi
| N. ep. | Titolo                      | Tema trattato                        | Prima TV         |
| ------ | --------------------------- | ------------------------------------ | ---------------- |
| 2×101  | Sosta al Fantabosco         | Pericoli stradali                    | 20 marzo 2000    |
| 4×99   | Il folletto che non ubbidì  | Intercultura: Differenze             | 1 aprile 2002    |
| 4×100  | Tana dolce tana             | Intercultura: Ospitalità             | 2 aprile 2002    |
| 4×101  | Una festa geniale           | Intercultura: Cibi nel mondo         | 3 aprile 2002    |
| 4×102  | L'ultimo paga per tutti     | Intercultura: Privilegi              | 4 aprile 2002    |
| 5×118  | Il segreto di Fata Lina     | Abusi sessuali                       | 16 aprile 2003   |
| 5×121  | Le bibite divertenti        | Alimentazione: Latte                 | 21 aprile 2003   |
| 5×122  | L'orto magico               | Alimentazione: Ortaggi               | 22 aprile 2003   |
| 5×123  | Chi mangia chi?             | Alimentazione: Carne                 | 23 aprile 2003   |
| 5×124  | Pane da principi            | Alimentazione: Pane                  | 24 aprile 2003   |
| 6×123  | I dolori di Nina            | Separazione dei genitori             | 31 marzo 2004    |
| 6×156  | La cascata della natura     | Ambiente: Biodiversità               | 7 giugno 2004    |
| 6×157  | A caccia di Liocorni        | Ambiente: Pelle e pellicce           | 8 giugno 2004    |
| 6×158  | Gli alberi parlanti         | Ambiente: Rispetto degli alberi      | 9 giugno 2004    |
| 6×159  | Il ladro d'acqua            | Ambiente: Consumo dell'acqua         | 10 giugno 2004   |
| 7×17   | Il principe dei giochi      | Puntata Amnesty: Diritto al gioco    | 24 novembre 2004 |
| 7×20   | Via quella coda!            | Puntata Amnesty: Diversità           | 29 novembre 2004 |
| 7×25   | Una scuola per la strega    | Puntata Amnesty: Diritto ad imparare | 6 dicembre 2004  |
| 7×31   | Re Braccio d'Oro            | Puntata Amnesty: Non violenza        | 14 dicembre 2004 |
| 8×43   | Un lupo a rotelle           | Handicap                             | 7 dicembre 2005  |
| 8×74   | Frutteti fatati             | Frutta                               | 24 gennaio 2006  |
| 8×78   | Una zucca a colori          | Verdure                              | 31 gennaio 2006  |
| 9×29   | Il cappello dei figli amati | Figli adottati                       | 22 febbraio 2007 |
| 9×63   | La sposa di Grifo           | Lutto                                | 30 aprile 2007   |
| 12×28  | Lo Straniero                | Buon governo                         | 3 febbraio 2010  |
| 12×103 | La Stellina di Fantavisione | Maschilismo: donne e lavoro          | 1º luglio 2010   |

## Pubblicazioni
Alcuni di questi episodi speciali sono stati inseriti nella collana Storie del Fantabosco, realizzata secondo i principi della NPO (Narrativa Psicologicamente Orientata) e finalizzata alla promozione dell'educazione emotiva in età evolutiva. La collana, edita da Erickson, è stata creata dagli scrittori-psicologi Alberto Pellai e Barbara Tamborini con la collaborazione del programma:
- Il segreto di Fata Lina. Per una prevenzione dell'abuso sessuale in età pre-adolescenziale (2008), con l'episodio omonimo
- Vi lasciate o mi lasciate? Come spiegare ad un figlio la separazione dei genitori (2009), con l'episodio I dolori di Nina
- Perché non ci sei più? Accompagnare i bambini nell'esperienza del lutto (2011), con l'episodio La sposa di Grifo